# Eoophyla boernickei
Eoophyla boernickei is een vlinder uit de familie van de grasmotten (Crambidae), uit de onderfamilie van de Acentropinae. De wetenschappelijke naam van deze soort is voor het eerst gepubliceerd in 2006 door Wolfram Mey.
De soort komt voor in Maleisië (Sabah) en Indonesië.